# Ptyomaxia fuscogrisella
Ptyomaxia fuscogrisella är en fjärilsart som beskrevs av Émile Louis Ragonot 1890. Ptyomaxia fuscogrisella ingår i släktet Ptyomaxia och familjen mott. Inga underarter finns listade i Catalogue of Life.